# Erythridula fumida
Erythridula fumida är en insektsart som först beskrevs av David D. Gillette 1898.  Erythridula fumida ingår i släktet Erythridula och familjen dvärgstritar. Inga underarter finns listade i Catalogue of Life.